# Cabanillas del Monte
Cabanillas del Monte es una localidad española perteneciente al municipio de Torrecaballeros, en la provincia de Segovia, comunidad autónoma de Castilla y León. Se encuentra a siete kilómetros de la capital segoviana y 60 de Madrid. En 2024 contaba con 53 habitantes.

## Toponimia

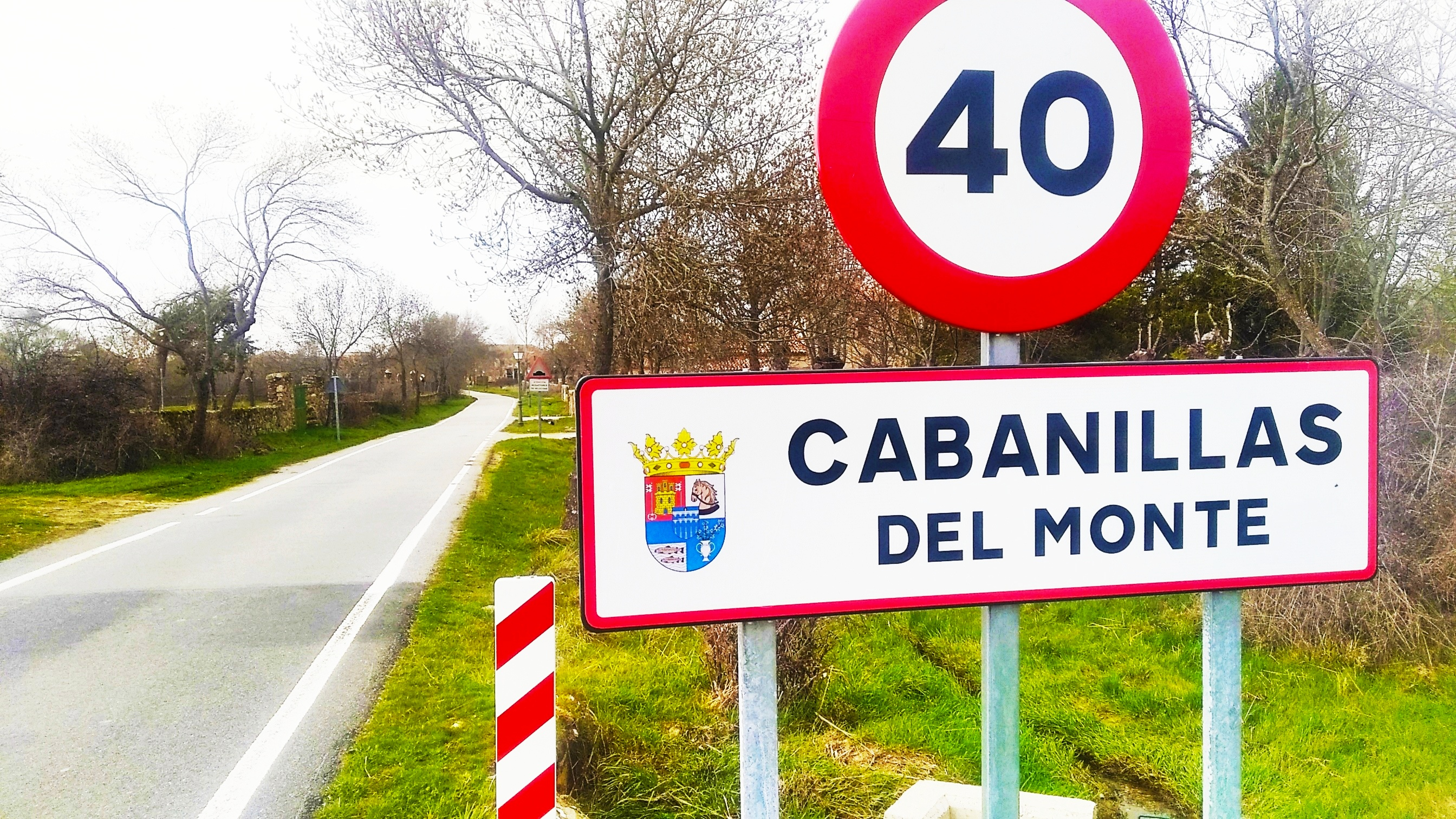
Nombre de la localidad en la señal que indica la entrada a la zona urbanizada

En 1247 se citaba como Cabaniellas del Mont y en el Catastro de Ensenada (1752) se menciona como Cabañuelas, barrio de Torrecavalleros. La palabra «Cabanillas» deriva del latín capannelas, diminutivo de capanna —de posible origen prerromano por el sufijo -anna—, con el significado de cabaña, finca donde se atiende a la cría de ganado o establo para el rebaño.
En los pueblos de la sierra se denomina aún cabañas a las casonas o ranchos con amplios corrales donde se esquila el ganado. En 1916 había aquí uno de los pocos esquiladeros que quedaban en pie, el que se llama Rancho de la Marquesa, que en los mapas de principio del siglo XX se denominaba Rancho de Tomás Mascaró. Otro, la casa del esquileo de Cabanillas del Monte, es el único que se mantiene en su totalidad en pie. El topónimo se repite también en Cabañas de Polendos y en Cabanillas de Pirón (Adrada de Pirón). En cuanto a la palabra «Monte», haría referencia a su ubicación junto a un bosque o monte, que podría ser La Atalaya (1647 m), en la Sierra de Guadarrama.

## Geografía física

### Ubicación

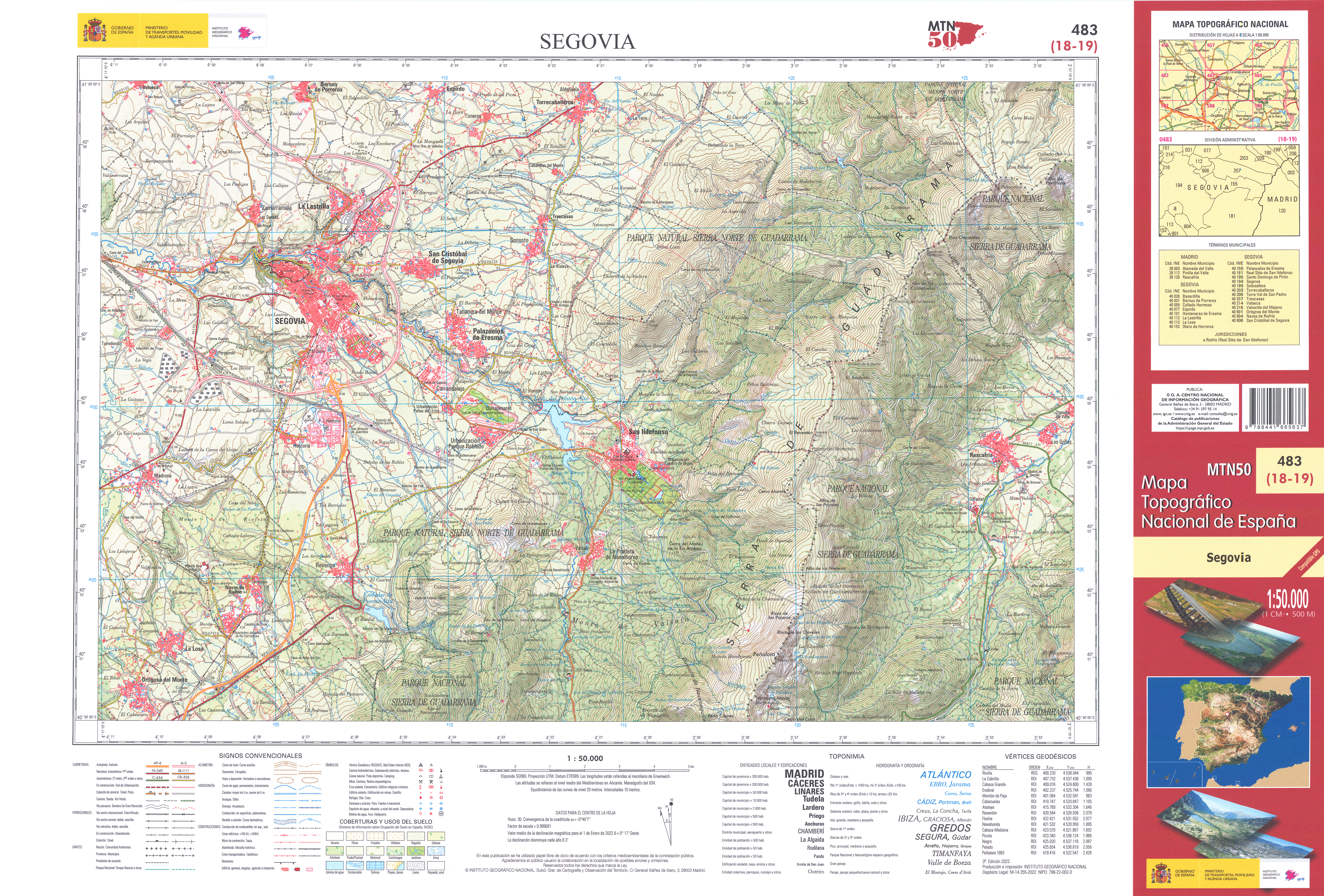
Fragmento de la hoja 483 del Mapa Topográfico Nacional de España de 2022 en el que se representa la localidad de Cabanillas del Monte

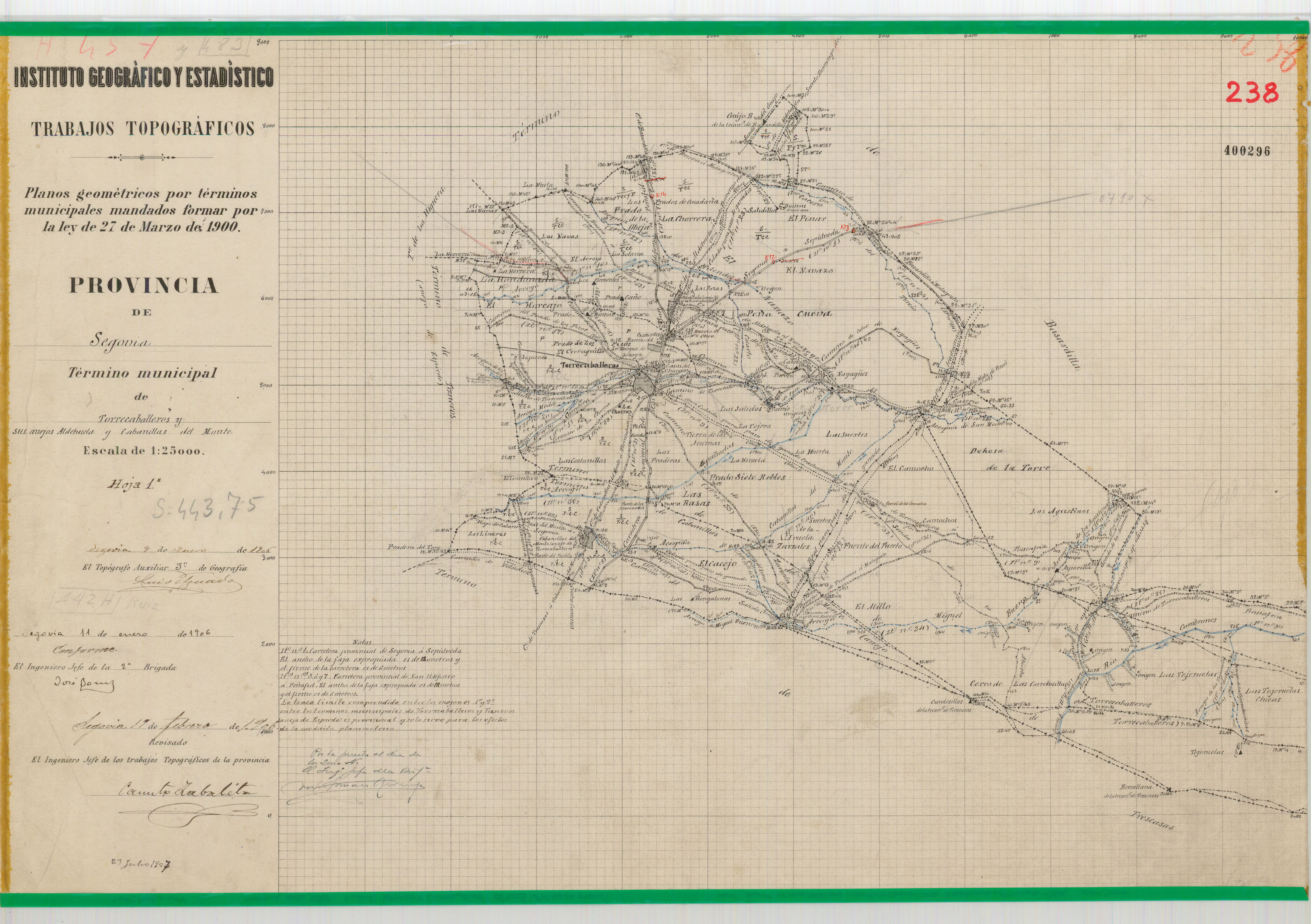
Mapa del término municipal de Torrecaballeros en 1906 con el término de Cabanillas representado

La entrada a Cabanillas se sitúa en la carretera SG-P-6121 que enlaza a La Granja de San Ildefonso con la N-110 en Torrecaballeros.

#### Límites
| Noroeste: Tizneros (Espirdo)                                   | Norte: Torrecaballeros | Noreste: Torrecaballeros               |
| Oeste: Tizneros (Espirdo)                                      |                        | Este: Rascafría (Madrid)               |
| Suroeste: Trescasas                                            | Sur: Trescasas         | Sureste: Trescasas, Rascafría (Madrid) |
| ----Mapa interactivo — Cabanillas del Monte y su término local |                        |                                        |

Actualmente es junto a La Aldehuela, La Torre y el casco original de Torrecaballeros uno de los cuatro núcleos de población que conforman el municipio.

### Vinculación comarcal

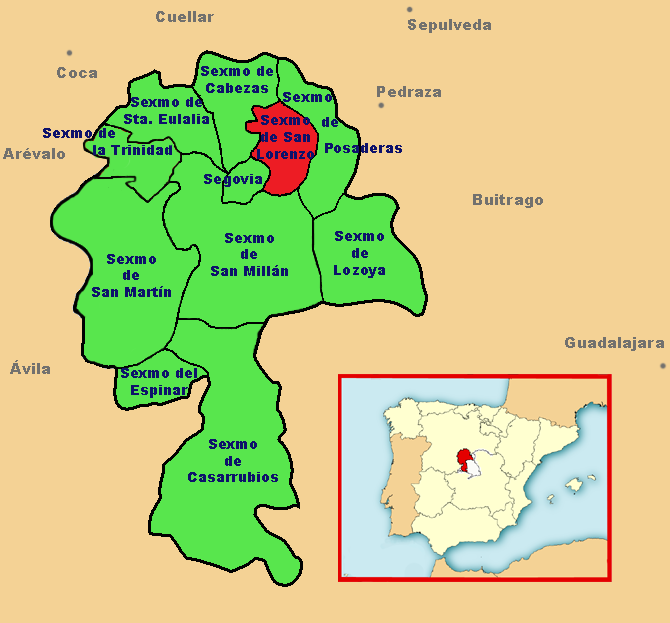
Ubicación del sexmo de San Lorenzo dentro de la Comunidad de Ciudad y Tierra de Segovia

Desde su fundación pertenece a la Comunidad de ciudad y tierra de Segovia, en el Sexmo de San Lorenzo.
El municipio de Cabanillas del Monte se sitúa en dos comarcas: en Tierras de Segovia, también llamada Alfoz de Segovia o Zona Metropolitana de Segovia (dentro de Segovia Sur) y en La Vera de la Sierra.
- Tierras de Segovia engloba a los dos cinturones de pueblos que rodean a la ciudad de Segovia y que actúan en parte como barrios de esta.[11]
- La Vera de la Sierra es la alineación geográfica de pueblos primero desde Otero de Herreros hasta Sotosalbos y luego desde este hasta Arcones, pueblos que su término municipal están los Montes Carpetanos, pasa la Cañada Real Soriana Occidental (aquí llamada Cañada Real de la Vera de la Sierra) y son frontera con la Comunidad de Madrid, la comarca surge en el medievo como defensa estratégica cristiana de Segovia y su logística en la reconquista.[9]

### Hidrografía

#### Ciguiñuela
Nace en la sierra de Guadarrama y atraviesa Cabanillas del Monte, Trescasas, San Cristóbal de Segovia, El Sotillo (La Lastrilla) y Segovia donde confluye con el Río Eresma.

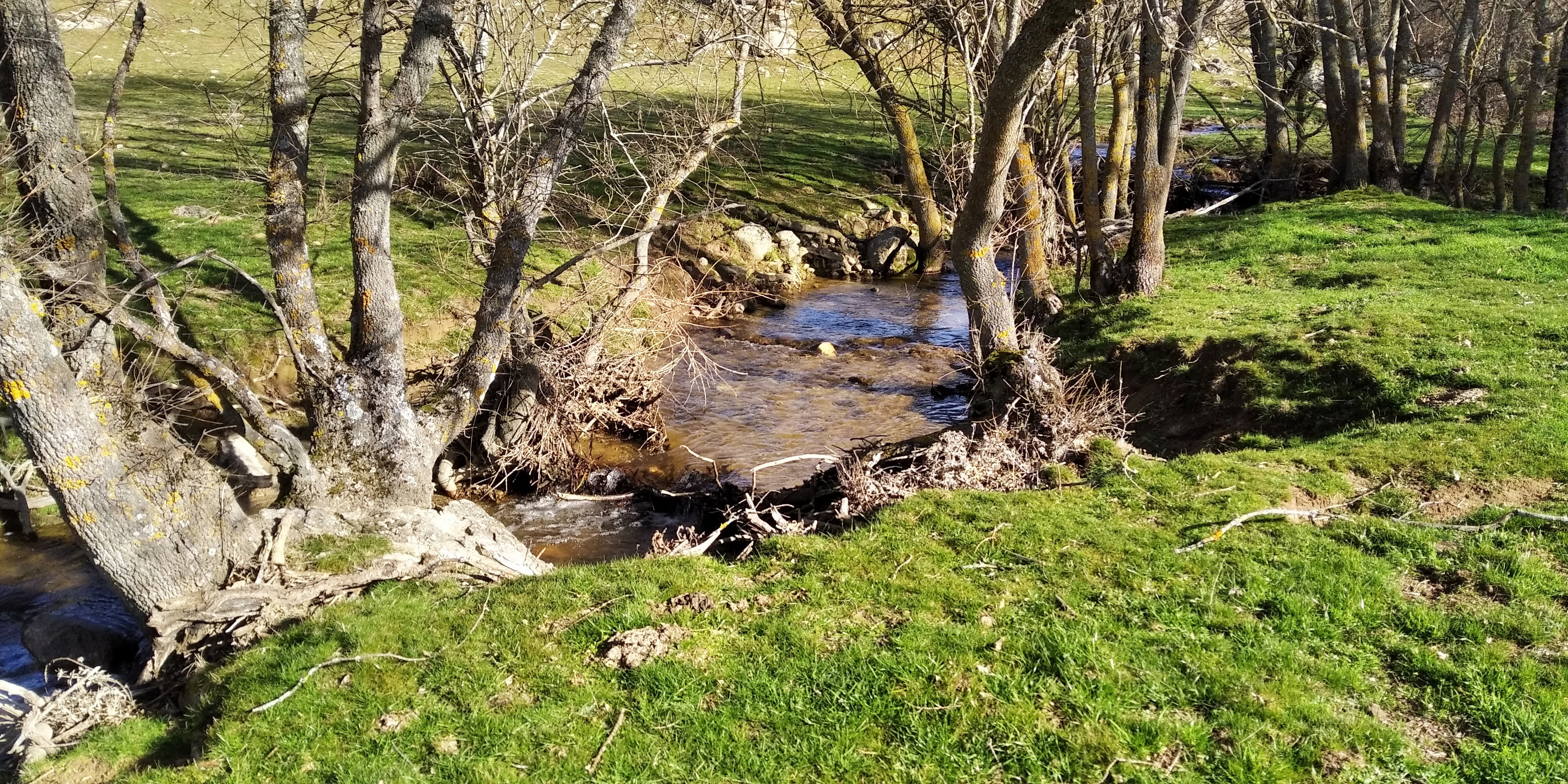
Río Ciguiñuela

Es captación y desembocadura de la Acequia de Cabanillas y cuenta con el afluente del Arroyo Miguel Bueno.

#### Cambrones
Nace en Basardilla, cruza el término de Torrecaballeros y posteriormente el de Cabanillas del Monte.
Cuenta con los afluentes del Arroyo Sietearroyos y el Arroyo del Merendero.

##### Embalse desestimado
En el cauce del Ciguiñuela a su paso por Cabanillas del Monte, la Confederación Hidrográfica del Duro y el Ministerio de Medio Ambiente han proyectado en varias ocasiones un embalse con una capacidad de 29 hectómetros cúbicos, anegando 200 hectáreas y cuyas aguas llegarían a tan solo 500 metros de distancia de Cabanillas del Monte y 750 metros de Trescasas.
Los ayuntamientos de los municipios por los que fluye el Ciguiñuela (Trescasas, Torrecaballeros, San Cristóbal y Segovia), con el apoyo mayoritario de sus habitantes, varias asociaciones ecologistas y la Noble Junta de Cabezuelas, gestora histórica del Cambrones, se han posicionado en contra de este anteproyecto alegando que algunos informes desaconsejan la utilidad de la construcción; argumentan que este proyecto solo beneficiaría a la provincia de Valladolid y no a la de Segovia y que su ejecución pondría en zona inundable buena parte de Segovia como el barrio de San Lorenzo.
El posible proyecto finalmente fue desechado.

### Clima
Cabanillas posee un clima mediterráneo continentalizado de montaña con inviernos fríos y veranos templados. Según la clasificación climática de Köppen se clasifica como de tipo Cfa. La precipitación anual total ronda los 530 mm, similares al resto de la Provincia de Segovia.
Durante el transcurso del año, la temperatura generalmente varía de -3 °C a 29 °C y rara vez baja a menos de -10 °C o sube a más de 35 °C.
| Parámetros climáticos promedio de Segovia                                                                                                 | Parámetros climáticos promedio de Segovia | Parámetros climáticos promedio de Segovia | Parámetros climáticos promedio de Segovia | Parámetros climáticos promedio de Segovia | Parámetros climáticos promedio de Segovia | Parámetros climáticos promedio de Segovia | Parámetros climáticos promedio de Segovia | Parámetros climáticos promedio de Segovia | Parámetros climáticos promedio de Segovia | Parámetros climáticos promedio de Segovia | Parámetros climáticos promedio de Segovia | Parámetros climáticos promedio de Segovia | Parámetros climáticos promedio de Segovia |
| Mes | Ene.                                      | Feb.                                      | Mar.                                      | Abr.                                      | May.                                      | Jun.                                      | Jul.                                      | Ago.                                      | Sep.                                      | Oct.                                      | Nov.                                      | Dic.                                      | Anual                                     |
| --- | ----------------------------------------- | ----------------------------------------- | ----------------------------------------- | ----------------------------------------- | ----------------------------------------- | ----------------------------------------- | ----------------------------------------- | ----------------------------------------- | ----------------------------------------- | ----------------------------------------- | ----------------------------------------- | ----------------------------------------- | ----------------------------------------- |
| Temp. máx. media (°C) | 5.7                                       | 6.8                                       | 10.2                                      | 12.9                                      | 17.1                                      | 23.1                                      | 26.7                                      | 26.6                                      | 21.9                                      | 16.1                                      | 9                                         | 6.8                                       | 15.24                                     |
| Temp. media (°C) | 2.8                                       | 3.5                                       | 5.9                                       | 2.8                                       | 12.0                                      | 16.6                                      | 20.3                                      | 20.1                                      | 16.6                                      | 11.1                                      | 5.8                                       | 3.4                                       | 10.5                                      |
| Temp. mín. media (°C) | -1                                        | -1.2                                      | 0.9                                       | 3.2                                       | 6.6                                       | 11.3                                      | 14                                        | 14.2                                      | 11.2                                      | 7.3                                       | 2                                         | -0.1                                      | 5.7                                       |
| Precipitación total (mm) | 45.0                                      | 41.7                                      | 47.9                                      | 52.3                                      | 57.1                                      | 41.3                                      | 14.1                                      | 16.3                                      | 38.5                                      | 58.5                                      | 61.7                                      | 52.8                                      | 527                                       |
| Días de precipitaciones (≥ 1 mm) | 8                                         | 7                                         | 8                                         | 9                                         | 10                                        | 6                                         | 4                                         | 5                                         | 6                                         | 8                                         | 9                                         | 8                                         | 88                                        |
| Horas de sol | 123.9                                     | 152.4                                     | 203.1                                     | 213.4                                     | 250.3                                     | 314.1                                     | 357.8                                     | 327.7                                     | 246.3                                     | 177.0                                     | 125.5                                     | 110.0                                     | 2601.5                                    |
| Humedad relativa (%) | 81                                        | 76                                        | 69                                        | 68                                        | 62                                        | 51                                        | 40                                        | 41                                        | 50                                        | 67                                        | 80                                        | 79                                        | 63.34                                     |
| Fuente: Ministerio de Agricultura y Pesca, Alimentación y Medio Ambiente. Datos de precipitación (1961-2003) y de temperatura (1961-2003) |                                           |                                           |                                           |                                           |                                           |                                           |                                           |                                           |                                           |                                           |                                           |                                           |                                           |

## Fauna y flora
La zona es mayoritariamente pastizales y abundantes arbustos espinosos, escasos ejemplares de encina arbústica y pinares de repoblación. Como especies aromáticas tenemos tomillo salsero, tomillo blanco, cantueso.

## Demografía
Destaca por ser el pueblo español con más plazas turísticas que habitantes censados, con cuatro casas rurales.

### Evolución de la población
| Gráfica de evolución demográfica de Cabanillas del Monte entre 1940 y 2022 |
| |
| Población residente (1940) según el censo de población de la Dirección General de Estadística. Población según Pedro Luis Siguero Llorente y Vicente Pascual Tejedor. Población residente (2000-2021) según los censos de población del INE. Población según el padrón municipal de 2022 del INE. |

### Dispersión de la población
Según el padrón del INE de 2022, 47 de los 53 habitantes censados de Cabanillas del Monte se encuentran congregados en el núcleo de la población y 6 diseminados fuera del núcleo, el Catastro indica que son cuatro chalets junto a la carretera de acceso, a 200 metros del núcleo, donde se encuentra esta población diseminada.

## Administración y política

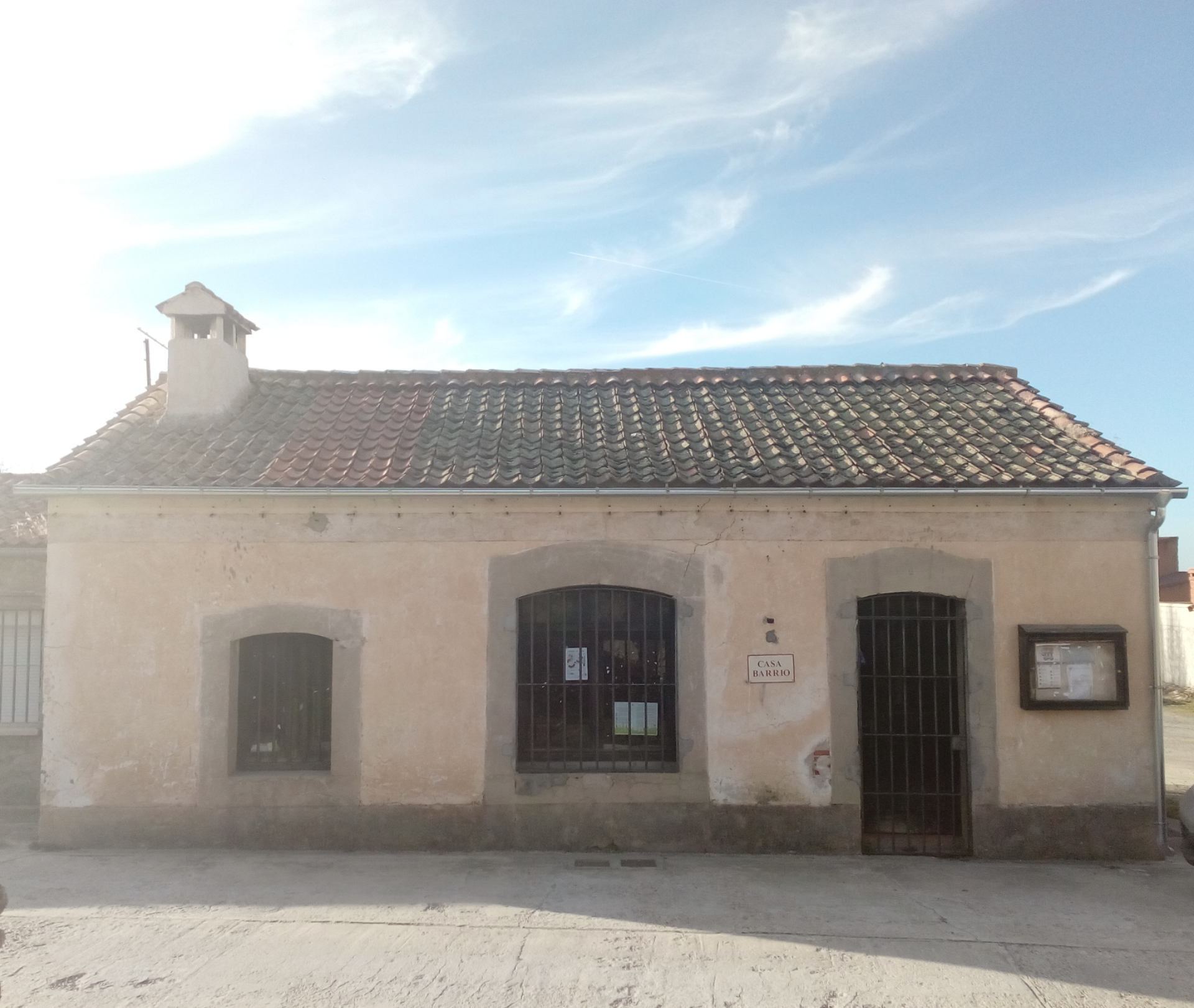
Delegación de la casa consistorial de Torrecaballeros

### Administración local
Como La Aldehuela, depende del Ayuntamiento de Torrecaballeros desde tiempo inmemorial, este municipio está integrado en la Mancomunidad Fuente del Mojón. Torrecaballeros es distrito electoral único, es decir que Cabanillas del Monte no cuenta con punto de votación propio ni por ende estadísticas propias.
El alcalde del municipio es desde 2015 Rubén García de Andrés perteneciente al PSOE, quien en 2019 y 2023 revalidó el cargo.
Algunos vecinos solicitan que Cabanillas del Monte se convierta en una entidad local menor para más autogestión.

### Administración autonómica
La Junta de Castilla y León gestiona la red pública de Educación Obligatoria, tanto Infantil como Primaria. También gestiona la red sanitaria pública.

### Justicia
Cabanillas del Monte pertenece al partido judicial número 1 de la provincia de Segovia, denominado Partido judicial de Segovia es capital la ciudad de Segovia, engloba a otros 55 municipios de los alrededores y ostenta una representación de 15 diputados provinciales.

## Economía
En sus inicios medievales, la economía de Cabanillas encontró su sustento en una ganadería primitiva, posiblemente de carácter trashumante, y en su participación en la Reconquista. Ubicada en la estratégica Vera de la Sierra, esta región desempeñó un papel crucial en la protección de Segovia y en la logística frente a las tierras musulmanas de Allende Sierra.
Tras la culminación de la Reconquista, Cabanillas se orientó hacia la trashumancia ovina. Rebaños de ovejas provenientes de la Cañada Real Soriana Occidental encontraban reposo en esta localidad para ser esquilados. Además, el entorno también se destacaba por la producción de lino textil y el aprovechamiento maderero de los cercanos pinares.
En la contemporaneidad, Cabanillas ha abrazado el turismo rural con gran cantidad de casas rurales en relación con la población y un restaurante que aprovechan su proximidad a Segovia y al parque nacional. La mayoría de la población ha adoptado un estilo de vida dormitorio en relación con Segovia, donde trabajan, estudian y tienen vida social. Aunque persiste una pequeña actividad ganadera, centrada en ovejas con fines culturales y en la cría de vacas con objetivos económicos, esta actividad se entrelaza con la nueva dinámica económica y social de la región.

## Bienestar social

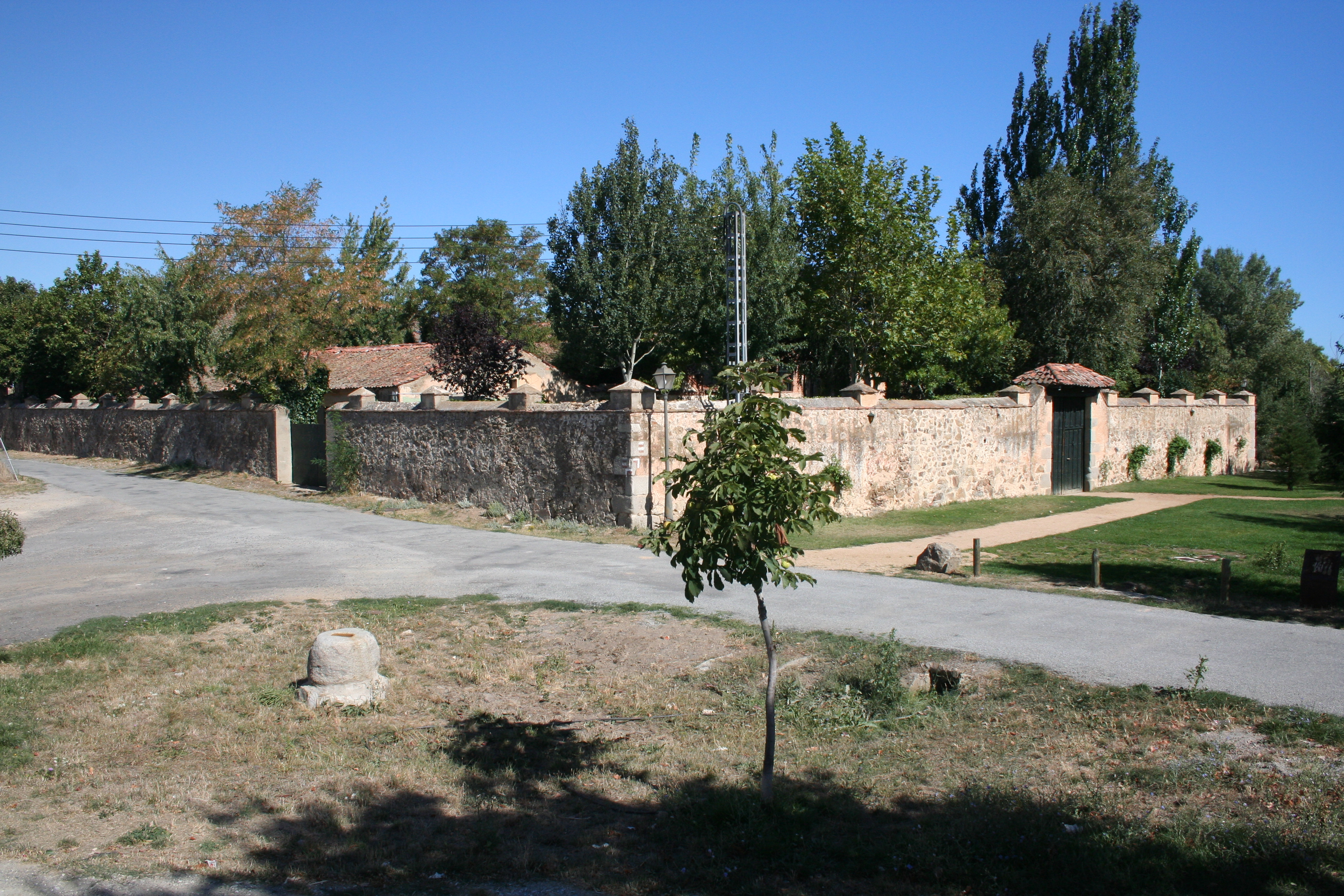
Al fondo la casa de esquileo, abajo la Plaza del Rancho y a la derecha el gimnasio en la calle y parque infantil del Esquileo

### Educación
En Cabanillas le corresponde la guardería pública de Torrecaballeros, el colegio público de Torrecaballeros de educación infantil y primaria CEIP Marqués de Lozoya y el bibliobús que pasa por Torrecaballeros o la biblioteca de Trescasas con su punto de información juvenil 3ks.

### Sanidad
La localidad está ubicada en la zona básica de salud de Segovia capital, le corresponde el consultorio médico del SACYL de Torrecaballeros; además los empadronados pueden asistir al consultorio Segovia Rural en las inmediaciones del Hospital General de Segovia.

#### Farmacia
Las dos farmacias más cercanas son las de Trescasas y Torrecaballeros a 2 km cada una, ambas situadas en su correspondiente centro urbano.

### Seguridad ciudadana
Al igual que en el resto de Europa, en Cabanillas del Monte, está operativo el sistema de Emergencias 112, que mediante el número de teléfono 112 atiende cualquier situación de urgencias y emergencia en materia sanitaria, extinción de incendios y salvamento, seguridad ciudadana y protección civil.

### Zonas verdes en la parte urbanizada
- Parque infantil del Esquileo;
- Gimnasio en la calle del Esquileo;
- Plaza del Rancho;
- Plaza de San Miguel.

## Transporte

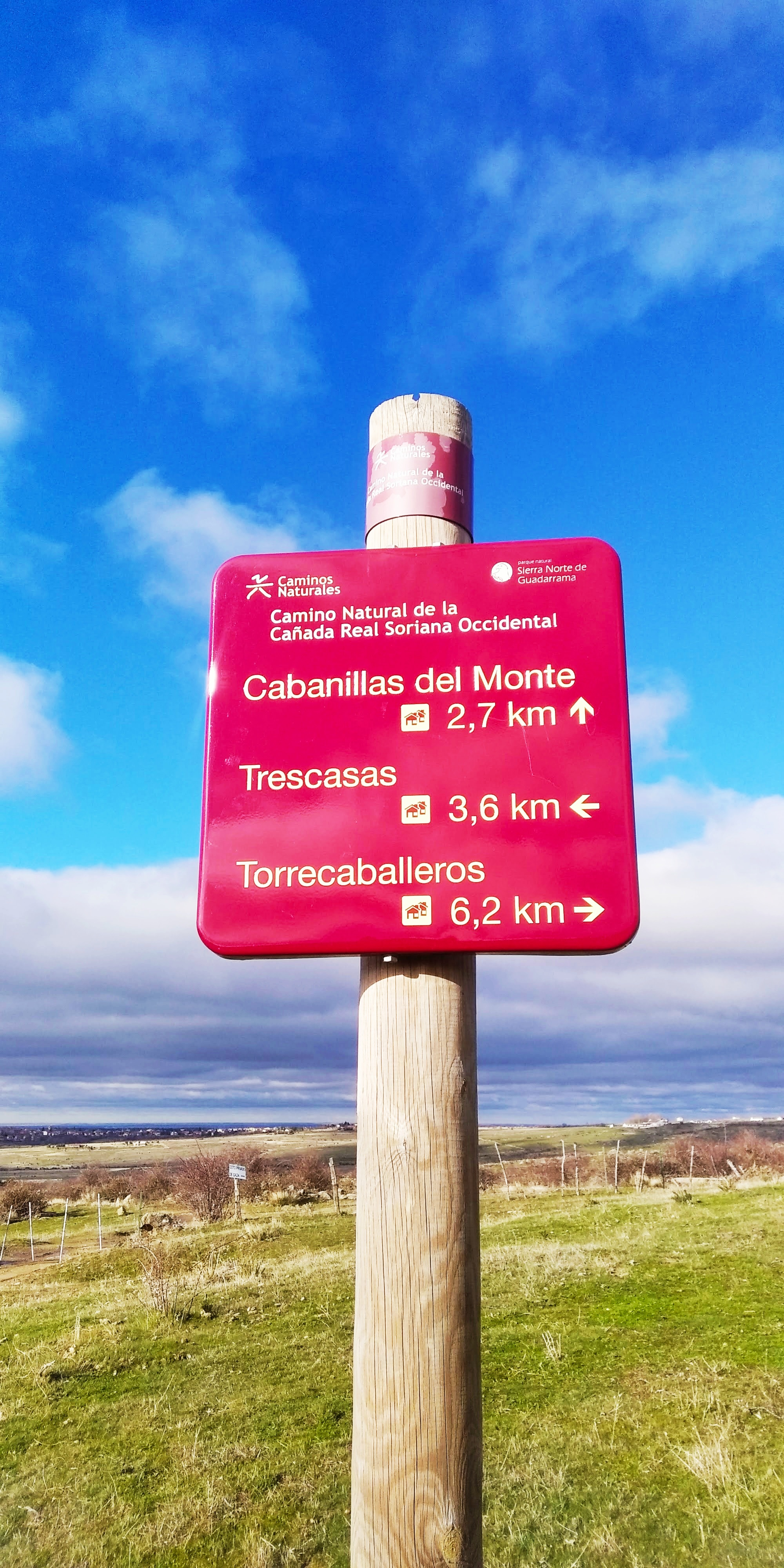
Señal de la Cañada Real Soriana Occidental a su paso por Cabanillas del Monte, Trescasas y Torrecaballeros

### Carreteras
- Carretera provincial SG-V-6124 que parte del núcleo principal de la localidad y lo conecta con la SG-P-6121;
- Carretera provincial SG-P-6121, que lo conectan con la CL-601 en el Real Sitio de San Ildefonso finalizando en la M-601, la SG-V-6122 que termina en Palazuelos de Eresma, la SG-V-6123 en Trescasas finalizando en Segovia, las N-110 y SG-P-2222 en Torrecaballeros que finalizan la primera en Soria y Segovia y la segunda en Turégano.

### Cañadas
- Cañada Real Soriana Occidental, que conecta con el noreste de la provincia de Soria y con Valverde de Leganés (Badajoz);
- Cañada de Veladíez, que conecta con Trescasas y la Ermita de Veladíez en Espirdo;
- Vereda de Trescasas, que conecta el núcleo de Cabanillas con la Cañada Real.

### Caminos
- GR-88 o Sendero Segoviano, un Sendero de Gran Recorrido que recorre buena parte de la provincia de Segovia para conectar el Pontón de la Oliva entre las provincias de Guadalajara y Madrid con San Lorenzo de El Escorial y que en Cabanillas coincide con la Cañada Real;
- Camino de los Espartales o de Siete Arroyos, que permite la comunicación con Rascafría (Madrid);
- Camino de Trescasas, que permite la comunicación con Trescasas;
- Camino de Cabanillas que acaba en Torrecaballeros;
- Camino de Tizneros, que permite la comunicación con Tizneros y Espirdo;
- Camino de La Lastrilla, que permite la comunicación con La Lastrilla;
- Senda de Rascafría comunicante entre el este del término local y el homónimo municipio traserrano.

### Autobuses

Plano Metropolitano Segovia donde aparecen las líneas a su paso por Cabanillas

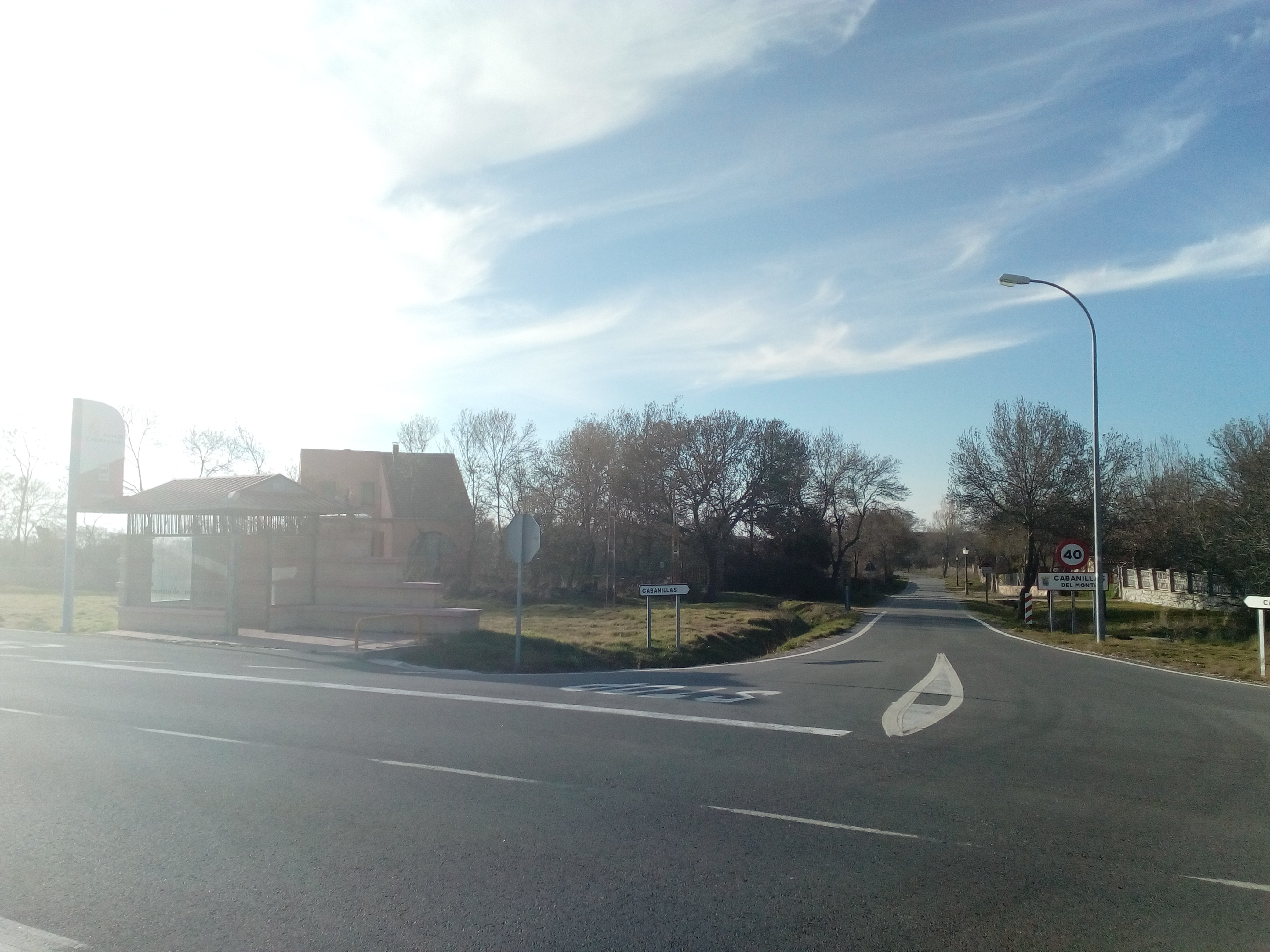
Parada de autobús y entrada a la zona urbanizada

Cabanillas del Monte forma parte de la red de transporte Metropolitano de Segovia que va recorriendo los distintos pueblos de la provincia.
| Línea | Trayecto |
| ----- | --- |
| M6    | Torrecaballeros - Segovia (por Montecorredores, San Cristóbal, Sonsoto, Trescasas, Cabanillas del Monte y Aldehuela)                         |
| M6*   | Torrecaballeros - Segovia (por Tabanera del Monte, Palazuelos de Eresma San Cristóbal, Sonsoto, Trescasas, Cabanillas del Monte y Aldehuela) |

## Cultura

### Patrimonio
- Casa de esquileo de Cabanillas declarada Bien de Interés Cultural el 6 de febrero de 1997.[36] La edificación tiene su origen en el siglo XVI y fue reconstruida en el siglo XVIII[37] está convertida ahora en cortijo de celebraciones privado con actividades culturales;[38]

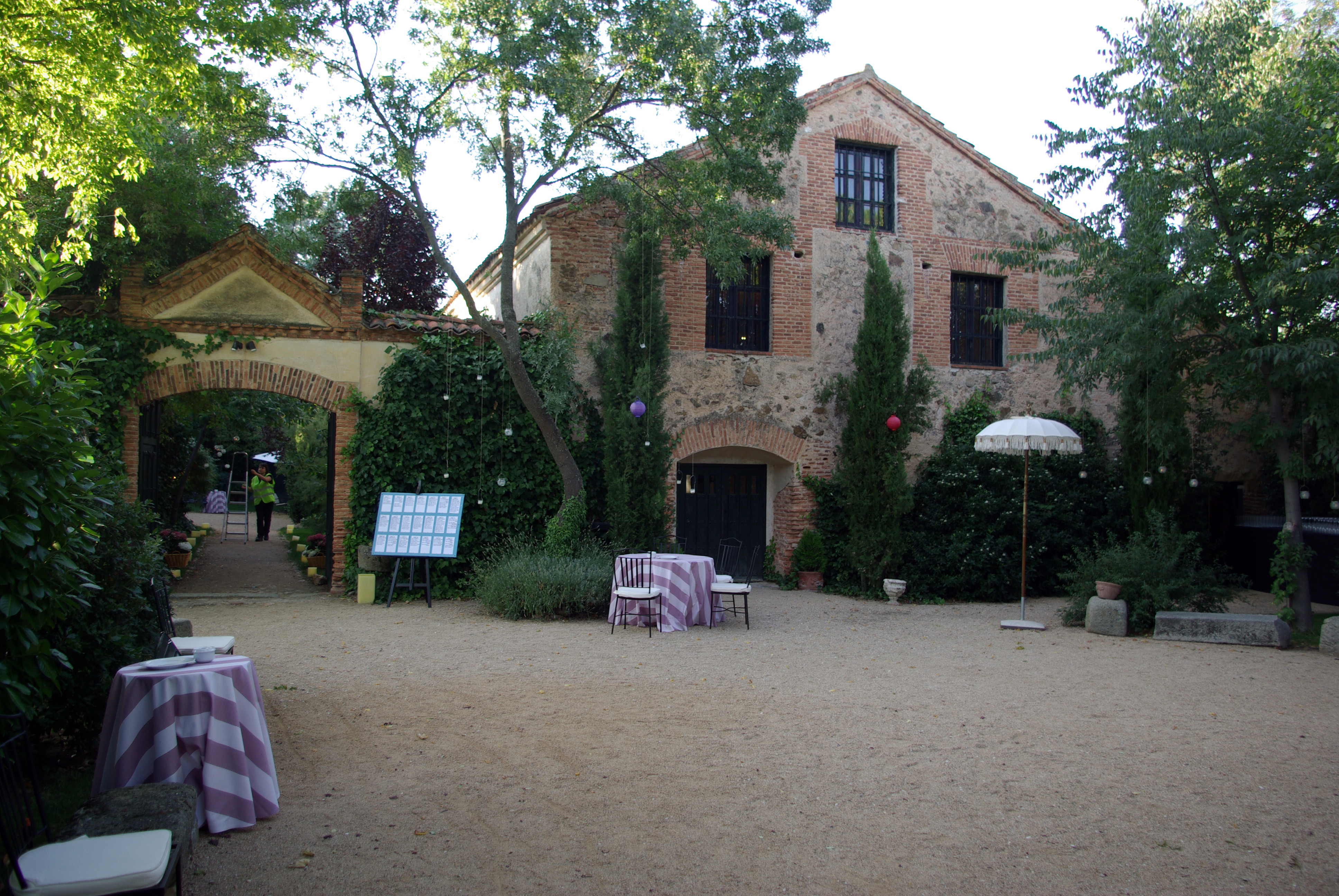
Fachada principal de la Casa de esquileo de Cabanillas

- Iglesia de San Miguel, un edificio románico de una sola bóveda, construido durante el siglo XIII, con añadidos renacentistas;

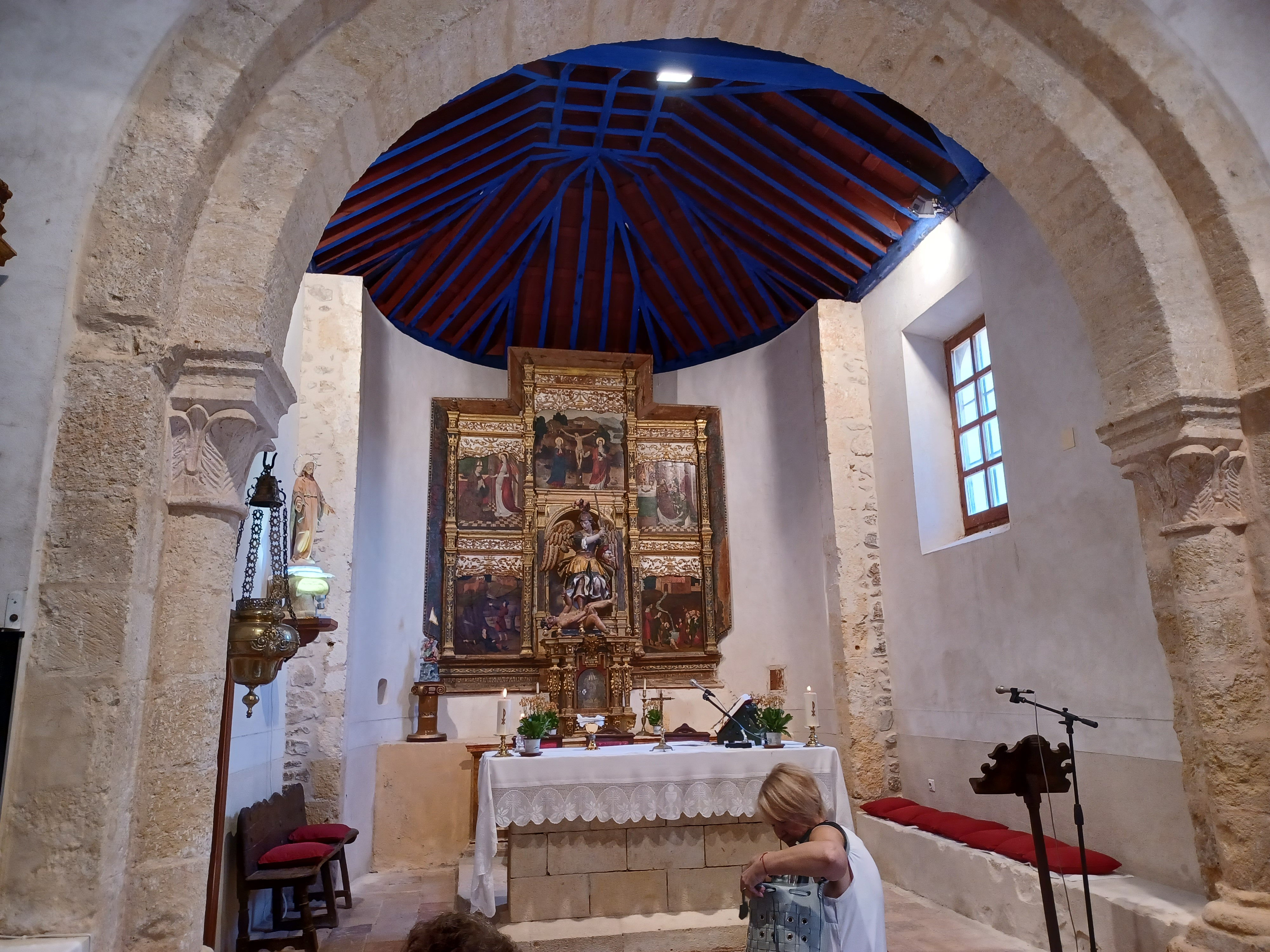
Altar Mayor de la iglesia parroquial

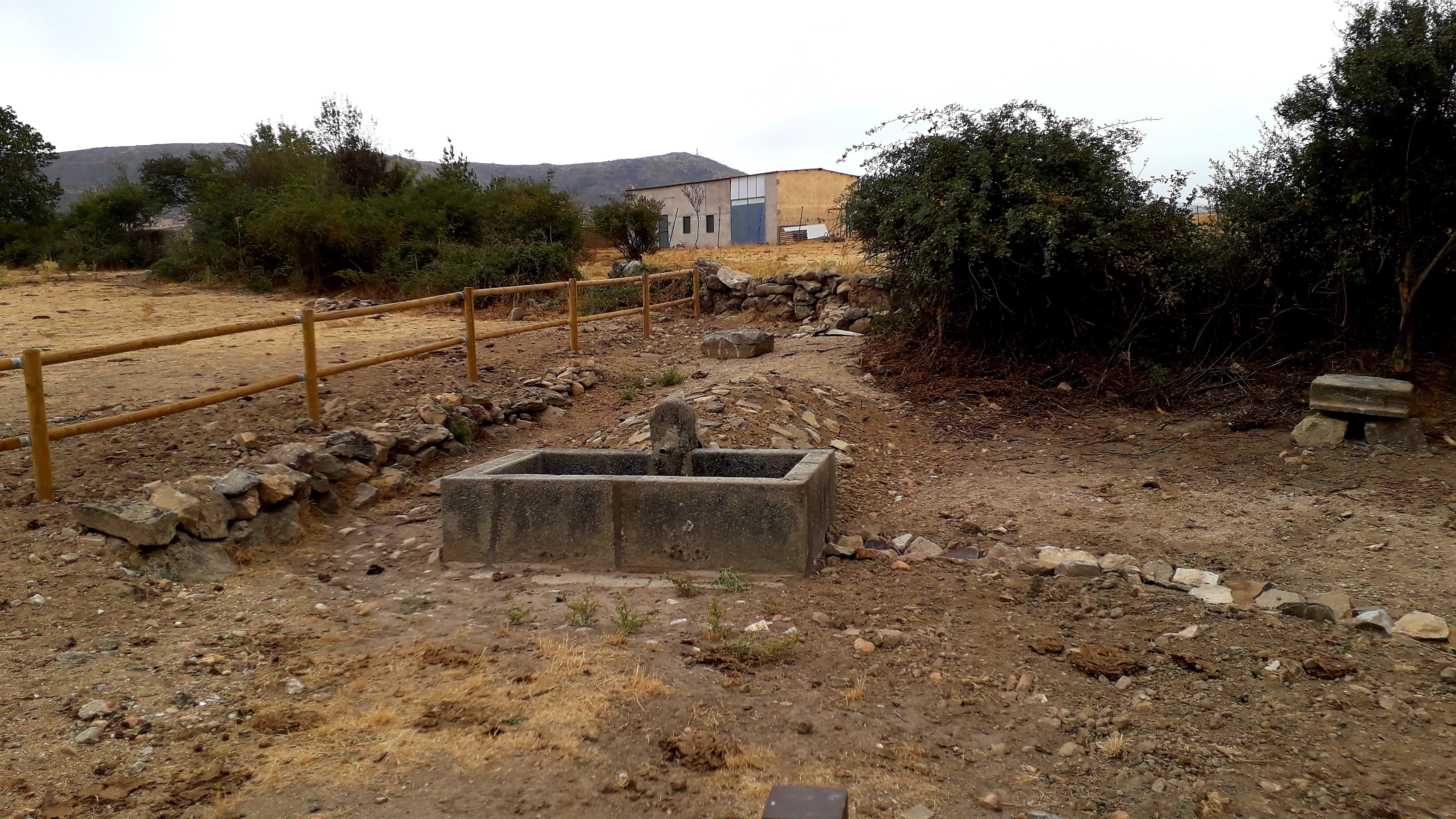
Fuente del Pueblo

- Rancho de la Marquesa, antiguo encerradero y lavadero de Cabanillas situado junto a la Cañada Real Soriana Occidental;
- El Museo del Pastor del Agua centro expositivo y de divulgación e investigación de la cultura tradicional del agua y del lino, proyectado para junio de 2021;[39][40]
- Puente de las Cinco Luces sobre el río Ciguiñuela;
- Potro de herrar situado junto a la iglesia;
- Dos pilones junto a la casa de esquileo;
- Fuente de las Eras;
- Fuente del Pueblo en el camino de Trescasas.[41]

### Fiestas
- Día de la Cacera Mayor, último sábado de mayo;
- San Miguel Arcángel, en torno al 29 de septiembre con una semana cultural previa;[42][43]
- Fiestas del esquileo, celebradas también en Riaza y Trescasas, sin fecha fija en los meses centrales de la primavera abril y mayo.[44]

### Gastronomía
- Lechazo castellano;
- Cochinillo.
- Productos de matanza;
- Sopa castellana.

### Leyendas
- Leyenda del Tuerto de Pirón. El Tuerto de Pirón era un bandolero nacido en la localidad cercana de Santo Domingo de Pirón. Fernando Delgado Sanz, apodado el Tuerto de Pirón, robaba a los ricos, asaltaba iglesias y caminos, el entorno de Cabanillas del Monte fue uno de los lugares donde tuvo más actividad, asaltando a sus vecinos y saqueando su iglesia y casa de esquileo.[45]